# Pieter van Os (historicus)

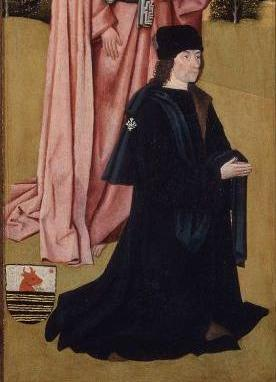
Portret van Pieter van Os, detail van de binnenzijde van het linkerluik van het Van Os-Van Langhel-drieluik. Ca. 1500.

Pieter van Os, ook Peter van Os genoemd (Oss, voor 1467 – 's-Hertogenbosch, 1542) was een Nederlands historicus en stadssecretaris van 's-Hertogenbosch.

## Levensloop
Hij was een zoon van Jan Rutgers Jans (Heynen?) van Os en zijn vrouw Oda Wynricx. Zijn ouders woonden op Amstel in Oss. Pieter van Os moet aan een universiteit gestudeerd hebben. Welke is echter niet bekend. In 1498 wordt hij voor het eerst als meester vermeld. Vanaf 14 september van dat jaar was hij stadssecretaris van 's-Hertogenbosch. Ook was hij vanaf 1496/1497 gezworen broeder van het Bossche Illustre Lieve Vrouwe Broederschap.
Van Os trouwde tweemaal. Zijn eerste vrouw, Henrixke van Langel, was de dochter van de stadssecretaris Franco van Langel (†1497) en zijn vrouw Heilwig Henriksdr. van der Rullen. Met haar had hij een dochter, mogelijk Henrica genaamd, die omstreeks januari 1500, vlak na de bevalling, overleed. Niet lang daarna overleed ook zijn vrouw, waarna hij hertrouwde met Henrixke van der Heze, dochter van Jacob van der Heze en zijn vrouw Aleyt Hendricksdr. Loenman. Met zijn tweede vrouw had hij vijf kinderen. Van Os overleed in 1543. De familie Van Os stierf in mannelijke lijn uit in 1558.

## Kroniek
Als historicus schreef hij de Kroniek van Peter van Os, een overzicht van de geschiedenis van 's-Hertogenbosch, dat begint bij Adam en eindigt in het jaar 1515. Daarna werd deze kroniek voortgezet door een onbekende schrijver tot het begin van het jaar 1523. De tekst is grotendeels in het Middelnederlands geschreven, met af en toe citaten uit andere bronnen in het Latijn. Van de 396 beschreven folia bestaan de eerste circa 40 uit een inleiding met een genealogie van de hertogen van Brabant en een legitimatie van hun positie. In de overige circa 350 folia staan gebeurtenissen in de stad 's-Hertogenbosch, de Meierij en het hertogdom Brabant centraal. Van Os volgde daarbij een jaartelling op basis van de ambtsperiode van schepenen, namelijk van 1 oktober tot en met 30 september. Bovenaan elke folio wordt bovendien ofwel het jaar voor of na Christus vermeld, ofwel welke Brabantse hertog er toen regeerde (vanaf Hendrik I wordt deze hertogsperiode consistent als tijdsaanduiding gebruikt).
De belangrijkste bron voor de tekst van de Kroniek van Peter van Os is een herdruk uit 1512 van Die alderexcellenste cronyke van Brabant, oorspronkelijk in 1497 gedrukt door Roland vanden Dorpe. Bijna het gehele verhaal van voor het jaar 1183, toen de stad Den Bosch werd gesticht, is ontleend aan Die alderexcellenste cronyke van Brabant; daarna is deze verhalende kroniektekst vermengd met Bossche en Brabantse diplomatische bronnen. Soms nam van Os letterlijk hele passages over, op andere momenten kortte hij ze in met de letters etc.

## Altaarstuk
Ter nagedachtenis van zijn eerste vrouw en hun overleden dochter gaf hij zijn stadsgenoot Jheronimus Bosch de opdracht een altaarstuk te maken, het Van Os-Van Langhel-drieluik. Aan de binnenzijde van de zijluiken van dit altaarstuk, dat volgens kunsthistorici niet door Bosch zelf, maar door zijn assistent(en) werd uitgevoerd, staan Pieter van Os en zijn vrouw Henrixke van Langel met hun naamheiligen. Voor Van Os is dit de heilige Petrus. Voor Van Langel werd gekozen voor de heilige Catharina, want een heilige Hendrica bestaat niet. Het altaarstuk diende ook ter nagedachtenis van de schoonfamilie van Van Os. Aan de buitenzijde staan Franko van Langel, zijn vrouw Heilwig Henriksdr. van der Rullen, en hun zonen en dochters afgebeeld. Om aan te geven dat zijn familie hechte banden had met de voorname Illustre Lieve Vrouwe Broederschap dragen zowel Pieter van Os als zijn schoonvader insignes van de Broederschap en komt op het hangsel achter Franko en zijn vrouw een zwaan, het symbool van de Broederschap, voor.
Als wapen droeg Van Os het wapen dat prominent op het altaarstuk te zien is en dat bestaat uit de os van zijn vaders familie en de drielingsbalk van de familie van zijn moeder, de familie Wynrix.